# マーク・ベネット (スコットランドのラグビー選手)
マーク・ベネット（Mark Bennett、1993年2月3日 - ）は、ユナイテッド・ラグビー・チャンピオンシップ、エディンバラ・ラグビーに所属するラグビー選手。  

## プロフィール
- スコットランド・アーバイン出身。
- ポジションはセンター(CTB)。
- 身長 183cm、体重 91kg
- U20スコットランド代表に選ばれたことがある[1]。
- スコットランド代表キャップ数は29(2022年12月現在)でラグビーワールドカップ2015のスコットランド代表に選ばれた[2]。
- 7人制スコットランド代表に選ばれたことがある。

## 略歴
グラスゴー・ウォリアーズ、ASMクレルモン、グラスゴー・ウォリアーズを経て、2017年、エディンバラに加入。  
2016年、リオ五輪の7人制イギリス代表に選ばれ銀メダル獲得。